# 十月天龍座流星雨

向地球墜落中的天龍座流星。

十月天龍座流星雨，過去曾非正式稱為賈可比尼流星雨（Giacobinids，舊譯為加克敏流星雨，省略號 GIA），因為它的母彗星是21P/賈可比尼-秦諾彗星 。在2006年8月捷克首都布拉格的國際天文聯會大會上，決定不使用彗星名字來命名流星雨。這個流星雨因為輻射點在天龍座，所以稱為「天龍座流星雨」（省略號 DRA）。為免混亂，國際天文聯會2009年8月7日，在巴西里約熱內盧的大會中，將原本在一月份出現的「天龍座流星雨」用「象限儀座流星雨」替代。問題是目前共有41個流星雨，它們的輻射點都是位於天龍座，因此再將這個十月份出現的「天龍座流星雨」更改為「十月天龍座流星雨」October Draconids，但仍舊保留 DRA 這個省略號，以顯示變化的來源。
這個流星雨出現在每年的10月初，最佳的觀測日期在10月7日至9日，而最佳的觀測時間則是天剛黑的數小時內，選擇天空乾淨且黑暗無光害的場所。在1933年和1946年
的天龍座流星雨曾有高達每小時數千顆流星的天頂每時出現率。罕見的爆發可能是地球穿越了彗星殘骸碎片密集處造成的，例如在1998年，流星數量也曾突然飆升，在2005年也再次飆升（極引人注目）。 十月天龍座流星雨的爆發如預期的在2011年10月8日發生，但炫目的上弦月使目視的流星數量銳減。在2012年的雷達觀測，也測到每小時超過1000顆的流星。2012年的爆發，可能是母彗星在1959年遺留的狹窄灰塵和岩屑造成的。

## 外部連結
- Draconid Meteors Over Spain （页面存档备份，存于） (Astronomy Picture of the Day 2011 October 19)
- The 2012 Draconid Storm Potentially Sampled By NASA ER-2 Aircraft（页面存档备份，存于） (item 12)